# 孔萨拉什
孔萨拉什（匈牙利語：Kunszállás）是匈牙利南部巴奇-基什孔州所辖的一个村，总面积20.85平方公里，总人口1740，人口密度83人/平方公里（2005年）。地理坐标为46°46′N 19°45′E。